# Mortalizm
Mortalizm – w filozofii (np. w filozofii materialistycznej) jest to pogląd, według którego kresem ludzkiego życia jest śmierć biologiczna. 
W teologii niektórych wyznań chrześcijańskich mortalizm jest mniejszościowym poglądem, według którego śmierć biologiczna człowieka oznacza również śmierć jego duszy utożsamianej z biblijnym ruah (dech życia dany przez Boga podczas narodzenia człowieka i oddawany w trakcie śmierci). Zdaniem mortalistów dusza oczekuje w niebycie na zmartwychwstanie (wskrzeszenie czy odtworzenie dzięki pamięci Boga) w dniu Sądu Ostatecznego. Mortalizm chrześcijański utożsamiany bywa z kondycjonalizmem; charakteryzuje on m.in. unitarian, socynian oraz świadków Jehowy.